# Rozmowa (singel)
Rozmowa – singel promujący debiutancką płytę Łony Koniec żartów wydany w 2001 roku przez Asfalt Records.
Utwór przedstawia humorystyczną rozmowę telefoniczną pomiędzy artystą a Bogiem. Według piosenki numer telefonu Łony został wybrany drogą losową przez Świętego Piotra, aby dowiedzieć się co dzieje się na Ziemi, gdyż widok zasłaniają Bogu chmury.

## Lista utworów
1. Rozmowa - Radio Edit
2. Rozmowa - Smutny Bóg Remix (Noon)
3. Rozmowa - Wesoły Bóg Remix (Webber)
4. Rozmowa (Instrumental)
5. Rozmowa (Acapella)